# Бубонець (фільм)
«Бубонець» («Žvangutis») — радянський телефільм 1974 року, знятий режисером Гітісом Лукшасом на Литовській кіностудії.

## Сюжет
Телефільм. Наприкінці XIX століття у мальовниче жямайтійське село прийшли Вілімас та Уліс, шукачі води. Обом сподобалася єдина дочка вдови Грігене — Ціля. Під впливом матері Ціля вибирає не Вілімаса, а багатшого Уліса.

## У ролях
- Ельжбета Лауцявічюте — Ціля Грігайте
- Юозас Кіселюс — Вілімас
- Вікторас Шинкарюкас — Уліс
- Емілія Данилявічюте-Дапшене — Грігене, мати Ціля
- Юозас Ярушявічюс — Улдукіс, народний умілець
- Ляонас Змірскас — Валюліс
- Регіна Варнайте — Валюлене
- Нійоле Ожеліте — Євуте
- Р. Бінкіте — Маріте
- Вальдас Жільонас — селянин, музикант-барабанщик
- А. Жигас — епізод
- Арас Лукшас — хлопчик-музикант
- Йонас Пакуліс — епізод
- Стасіс Паска — селянин
- Владас Тауткявічюс — епізод
- Робертас Вайдотас — епізод

## Знімальна група
- Режисер — Гітіс Лукшас
- Сценарист — Казіс Сая
- Оператор — Рімантас Юодвалькіс
- Художник — Юзефа Чейчіте